# Ceranthia lichtwardtiana
Ceranthia lichtwardtiana är en tvåvingeart som först beskrevs av Villeneuve 1931.  Ceranthia lichtwardtiana ingår i släktet Ceranthia, och familjen parasitflugor. Arten är reproducerande i Sverige.

## Bildgalleri

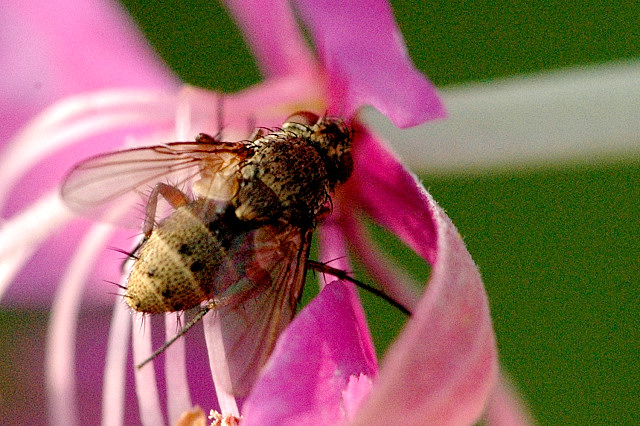
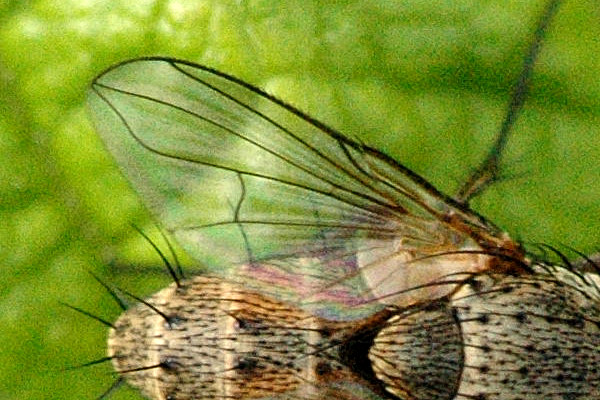